# びっくり箱殺人事件
『びっくり箱殺人事件』（びっくりばこさつじんじけん）は、横溝正史の長編推理小説である。

## 概要と解説
『びっくり箱殺人事件』は、『月刊読売』にて1948年1月から9月にわたって連載された作品である。金田一耕助や由利麟太郎のような名探偵は登場しない。
本作は『獄門島』と同時期の連載であるが、『獄門島』が正統派の本格探偵小説であるのに対して、本作は本格探偵小説の骨格は守りながらも、ディクスン・カーの『盲目の理髪師』に代表されるファースの色が濃い異色作品である。作者は小林信彦との対談で、本作のヒントは『ブラインド・バーバー』（『盲目の理髪師』）とクレイグ・ライスの『素晴らしき犯罪』であると述べている。
執筆時期を反映して、パンパンガール、裏口営業、カストリ、ジコーソンなど、終戦直後の流行語が頻出する。

## あらすじ
東京、丸の内の小劇場・梟座の興行主任・熊谷久摩吉は、一大グランドレヴュー「パンドーラの匣」の台本と演出を多芸多才の深山幽谷に依頼する。幽谷の企画は、梟座のスターでパンドーラ役の紅花子が匣を開くとフランケンシュタインやせむし男等の怪物が飛び出すという趣向で、梟座専属のレヴュー団に幽谷率いる怪物団が加わったレヴューは初日から満員で、連日活況を呈していた。
しかし7日目の開幕寸前、自らカリガリ博士に扮した幽谷率いる怪物団の6名全員が暗い楽屋裏のあちこちでグローブをはめた何者かに殴られ、顔に痣を作る羽目になった。さらにレヴュー作者の細木原竜三と企画部の田代信吉も襲われており、細木原に至っては意識がない状態だという。一同は憤慨するものの、目的も犯人も分からないままに開幕時間が訪れた。
レビューが始まると、いつもとは違い、花子ではなく相方エピミシュース役の石丸啓助がパンドーラの匣を開くと、匣の中からバネ仕掛けで飛び出した短剣が石丸の胸を刺し、彼はそのまま舞台の上で絶命する。早速、警視庁から等々力警部が駆けつけて捜査を開始する一方、ちょうど梟座に出入りしていた一六新聞の記者・野崎六助は、幽谷の娘でマネージャーを務める恭子から、不穏な様子で舞台裏をうろついていた元マネージャーの古川万十を追うよう指示される。
各自の証言から、犯人が匣に仕掛けを施したのは午後4時から4時半までの間で、4時半過ぎに細木原から順に怪物団たちが何者かに殴られたことが判明する。また、石丸がパンドーラの匣を開けた経緯については、開演前に「汝、パンドーラの匣を開くなかれ」という謎の手紙を受け取り、これに脅えた花子が急遽パンドーラの匣を開く役を石丸に譲ったとのことで、そのことから犯人の標的は花子であると思われた。さらに、怪物団たちを殴った犯人がはめていたグローブは花子の代役の柳ミドリのもので、殺人の凶器の短剣はキングコング役のシバラクこと柴田楽亭の3本の短剣のうちの1本であり、残り2本も何者かに盗まれていたことも判明した。
一方、六助は銀座裏のブロマイド屋の裏の隠し階段を降りたホールで、かなり酔っている万十を見つける。そこで万十は六助に、梟座で何か事件が起こらなかったかと聞き、「紅花子がやられたのじゃろう」と言う。さらに、それは花子にひとかたならぬ遺恨を持つ幽谷のしわざであると語る。
そのころ等々力警部は、夢遊病のような状態でアムネジアの発作を起こした田代が犯人と見込み、尋問を続けていた。そこへ六助が万十を連れて戻ってきて「オペラの怪人」こと楽屋番の剣突謙造の部屋に寝かせたが、六助が恭子たちに報告している間に万十は姿を消してしまう。彼が酔うと高いところに登りたがる奇癖があることから、幽谷が天井裏に上ってみると、万十はシバラクから盗まれた2本目の短剣を胸に刺されて殺されていた。
等々力警部が怪物団の一行のアリバイを調べている間に、六助が3階に上がって事件の記事原稿を記者仲間に投げ落としていたところ、剣突が上がってきて柳ミドリの鏡台の抽斗から何かを取り出して窓から捨てようとした。六助が剣突の手からそれを奪い取ってみると、それは先にお化けの顔が描いてある長さ30センチメートルぐらいの色布でつくったソーセージみたいなもので、内部がバネ仕掛けで押さえた手を離すと「モギャーッ」と奇声を発する代物であった。
その話を聞いた等々力警部が今度は六助に尋問を始めた隙に怪物団の一行が酒盛りを始めると、フランケンシュタイン役のショーグンこと葦原小群が犯人に心当たりがあると言い出す。しかし、酒に酔ってシャックリを連発して犯人の名前をなかなか言えないうちに、酔いつぶれて眠り込んでしまう。その途端、突然停電したかと思うと闇をつんざく花子の悲鳴が聞こえてきた。一同は暗闇の中、ショーグン1人を残して悲鳴が聞こえてきた方に飛び出して行ってしまう。
暗闇の中、幽谷が舞台で倒れていた花子を踏みつけてしまったため、花子が「人殺し」と悲鳴をあげ、あわててその口を抑えた途端、電気が点き、ちょうど幽谷が花子を絞め殺そうとしているように一同に見られてしまった。幽谷の弁明をよそに、等々力警部は六助から聞いた幽谷が花子にひとかたならぬ遺恨を持っているという話を持ち出し、厳しく追及する。実は幽谷は、初日の舞台で花子に手ひどい悪戯をされて大失態を演じてしまった。その復讐を果たそうとして花子と誤って石丸を殺してしまい、さらにその秘密を知った万十まで手にかけたのだと決め付けられる。
しかし幽谷には、犯人が匣に仕掛けを施したとされる午後4時から4時半までの間、放送局に行っていたというアリバイがあり、それを楯に弁明している最中に、眠り男役の顎十郎が血相変えて飛び込んできて「ショーグン暁に死す！」と叫ぶ。ショーグンこと葦原はシバラクの3本目の短剣に心臓をえぐられて殺されていた。さらに「オペラの怪人」こと剣突が首をくくって死んでいるのが発見される。
剣突は、好意を持っていた柳ミドリが花子の代役としてパンドーラを演じられるようにするために花子を殺そうとした、それが誤って石丸を殺してしまい、その秘密を知った万十とショーグンをも殺してしまい、わが罪の恐ろしさに首をくくってしまったのだと幕引きを図ろうとする等々力警部に対し、幽谷は剣突も殺されたのだと反論する。そして、怪物団一同に、幽谷がきっと犯人を暴いてみせると意気込んでいると宣伝するように指示する。そうして1人2階に残った幽谷の前に、真犯人が現れる。

## 登場人物
深山幽谷（みやま ゆうこく）
元・活動弁士の俳優で、小説も書く多芸多才な人物。「昭和の蜀山人」と呼ばれる。自称49歳（50歳にはならないと自分で決めているため）。カリガリ博士役。
横溝によれば、モデルは、弁士・漫談家・作家・俳優として活躍していたマルチタレントの徳川夢声。
深山恭子（みやま きょうこ）
幽谷の娘ですご腕の美人マネージャー。
葦原小群（よしわら しょうぐん）
フランケンシュタイン役。通称・ショーグン。元・時代劇の三枚目役。酒癖が悪く、酔うとシャックリを連発する。
半紙晩鐘（はんし ばんしょう）
せむしのカジモド役。元・自称名テナー。喧嘩っ早いが勝ったことは一度もない。
柴田楽亭（しばた らくてい）
キングコング役。通称・シバラク。大男で元・白刃の曲取り芸人。
灰屋銅堂（はいや どうどう）
ジーキル博士とハイド氏のハイド役。元・活動弁士。
顎十郎（あご じゅうろう）
眠り男役。幽谷の活動弁士時代からの弟子。額から口までよりも、口から下の方が12ミリメートル長いという顎の持ち主。「顎十郎」という名前は、久生十蘭の『顎十郎捕物帳』にあやかって自分でつけたもの。
熊谷久摩吉（くまがや くまきち）
梟座の興行主任。
田代信吉（たしろ しんきち）
梟座の企画部担当。
細木原竜三（ほそきばら りゅうぞう）
レヴュー作者。
剣突謙造（けんつき けんぞう）
梟座レヴュー団の元・役者。事故による負傷が原因で佝僂でびっこの楽屋番。通称オペラの怪人。
紅花子（くれない はなこ）
美しく才気煥発な梟座のスター。自称28歳。パンドーラ役。
石丸啓助（いしまる けいすけ）
梟座レヴュー団の二枚目役者。エピミシュース役。
柳ミドリ（やなぎ ミドリ）
梟座レヴュー団の役者。パンドーラ役の代役。
古川万十（ふるかわ まんじゅう）
恭子に解雇された幽谷の元・マネージャー。
野崎六助（のざき ろくすけ）
一六新聞の記者。27歳。入社試験で「アンラ」「ララ」「ユネスコ」についてトンチンカンな説明をし、それがかえって試験官に受けて合格したため、以来「頓珍漢先生」と呼ばれている。
等々力（とどろき）
警視庁の警部。なお、本作では捜査関係者が来る場面（第五章 会議は踊る）で「（捜査陣を1人1人描写するとややこしくなるだけなので）捜査陣全体を等々力警部なる人物によって代表してもらうことにする」と断って全員を「等々力警部」と呼んでしまうことにする説明がある（ただし等々力なる警部自体はいる）ので、全場面の「等々力警部」が同一人物とは限らない。